# 中国驻卡塔尔大使馆
中华人民共和国驻卡塔尔国大使馆（阿拉伯语：سفارة جمهورية الصين الشعبية لدى دولة قطر），简称中国驻卡塔尔大使馆，是中华人民共和国驻卡塔尔的外交代表机构，位于多哈市66区801街250号（Building 250, Street 801, Zone 66, Doha）。

## 机构设置
中国驻卡塔尔大使馆设置下列机构：
- 经商处
- 领事部